# Ichneumon fuscifrons
Ichneumon fuscifrons är en stekelart som beskrevs av Cresson 1864. Ichneumon fuscifrons ingår i släktet Ichneumon och familjen brokparasitsteklar. Utöver nominatformen finns också underarten I. f. torreyae.